# Lizibilitate
Lizibilitatea (etimologie franceză lisibilité) este calitatea unui text de a fi ușor de citit și înțeles. De-a lungul timpului, au fost dezvoltate mai multe criterii pentru evaluarea lizibilității. Unul dintre acestea este viteza de citire. Lizibilitatea a fost cercetată în amănunțime în secolul al XX-lea, fiind elaborate mai multe sisteme de ameliorare a lizibilității textelor.

## Recomandare în jurnalism
O regulă a scrisului jurnalistic prea puțin aplicată în gazetăria română este aceea care identifică paragraful cu o idee. Ceea ce înseamnă că un alineat este format din una sau două fraze, adesea doar una singură. Nevoia de paragrafe se bazează pe regula lizibilității. Altfel spus, un text bine împărțit în paragrafe, în mod ideal de mărime inegală, este mai ușor perceput de cititor.
Elaborarea unui text de presă este condiționată de îndeplinirea concomitentă de către ziarist, a unui set obligatoriu de reguli. prima regulă se referă la Lizibilitatea sau „ușurința cu care înțelegem un text”. Atingerea lizibilității depinde de următoarele deziderate jurnalistice:
- plasarea mesajului principal în prima parte a frazei;
- evitarea propozițiilor incidente prea mari (având în medie 9,5 cuvinte);
- recurgerea la imagine și la concret;
- abordarea unei teme grele/complicate determină respectarea structurii simple: subiect - verb - complement.

Cheia lizibilității rezidă în proporția dintre cuvintele facile și cele dificile de înțeles dintr-un text. Frazele și propozițiile scurte, pe de-o parte, și cuvintele simple, pe de altă parte, reprezintă expresii ale lizibilității. Lizibilitatea este condiționată de patru elemente:
a) numărul cuvintelor din propoziție/frază
b) simplitatea
c) alegerea justă a cuvintelor
d) construcția logică/ firească a articolului

## Aplicarea prin lege
Potrivit legislației europene, toate medicamentele de uz uman trebuie să fie însoțite de prospecte medicale scrise în așa fel încât informația din acestea să poată fi citită și înțeleasă până și de persoane fără studii liceale. Printre informațiile importante dintr-un prospect, se regăsesc cele despre reacțiile adverse, avertismente cu privire la cei care nu ar trebui să ia medicamentul în cauză, etc. La nivelul Uniunii Europene, din noiembrie 2005, producătorii de medicamente au obligația legală de a testa măsura în care prospectul unui medicament poate fi citit și înțeles cu ușurință. Pentru aceasta, producătorul trebuie să prezinte un raport de test de lizibilitate către autoritățile naționale competente. Aceste teste trebuie realizate de anumite firme specializate, care fac o cercetare sociologică prin care verifică dacă exprimarea din prospect este pe înțelesul tuturor. În funcție de rezultatele testului, firmele trebuie să modifice prospectul și să-l aducă la o formă cât mai prietenoasă pentru pacienți.
În OUG 28 din 25.03.1999 privind obligația operatorilor economici de a utiliza aparate de marcat electronice fiscal, se prevede că:
- Utilizatorii de aparate de marcat electronice fiscale sunt obligați să folosească numai consumabile care asigură menținerea lizibilității datelor pe perioada de arhivare prevăzută de prezenta ordonanță de urgență.

## Examenul de bacalaureat
La proba scrisă la limba română a examenului de bacalaureat din 2019, așezarea în pagină și lizibilitatea au contribuit cu 1 punct la nota finală.